# Двор при Полховем Градцу
Двор при Полховем Градцу (словен. Dvor pri Polhovem Gradcu) је насељено место у општини Доброва–Полхов Градец, Средњесловенска регија, Словенија.

## Историја
До територијалне реорганизације у Словенији био је у саставу града Љубљане, односно старе општине Вич–Рудник.

## Становништво
У попису становништва из 2011. године, Двор при Полховем Градцу је имао 130 становника.
| Број становника према пописима | Број становника према пописима | Број становника према пописима |
| ------------------------------ | ------------------------------ | ------------------------------ |
| 1991                           | 2002                           | 2011                           |
| 112                            | 125                            | 130                            |

Напомена: До 1955. исказивано под именом Двор.

## Галерија
- капелица
- распеће